# Casalpoglio
Casalpoglio (Casalpòi in dialetto alto mantovano) è una frazione del comune di Castel Goffredo, in provincia di Mantova, distante 3 km dal capoluogo e ad ovest da esso. È la più popolosa del comune, con più di 200 abitanti e ha una parrocchia propria.

## Geografia fisica
Il territorio è percorso dal torrente Gambino, che nasce presso la località Lame di Carpenedolo.

## Origini del nome
Casalpoglio è composto di Casale (dal latino: complesso di case) e del suffisso pol (pantàno). Borgo anticamente bagnato da paludi, infatti il nome d'origine era Revere. Il nome deriverebbe anche dal proprietario del luogo (Casale Pauli) o da Casale Podii, essendo costruito su un terreno elevato.

## Storia

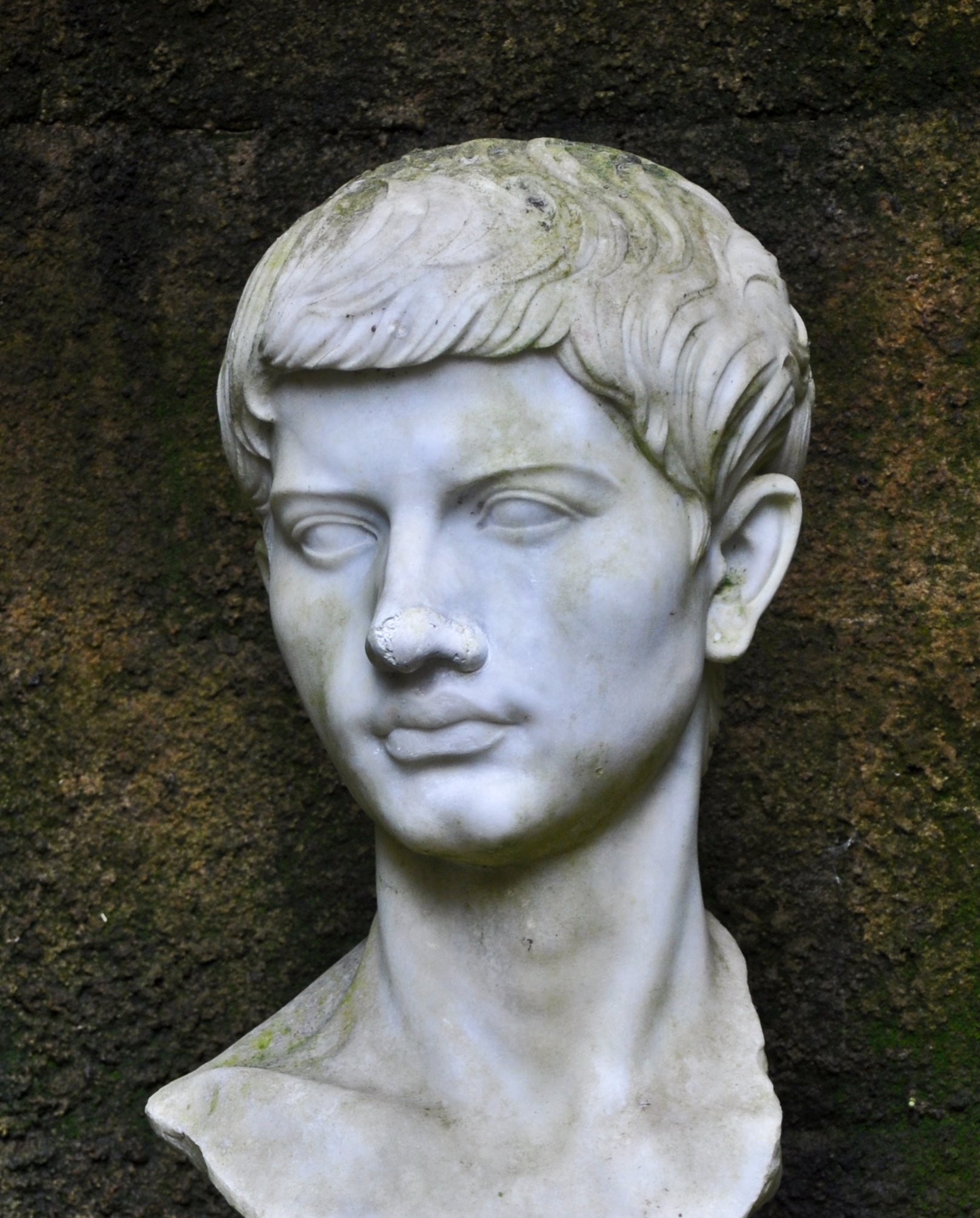
Virgilio

Di origini romane (Casalis Polionis), una leggenda locale vuole che in questa frazione sia nato Virgilio, scrittore delle Bucoliche, delle Georgiche e dell'Eneide. In realtà è più probabile che la madre del poeta fosse di Casalpoglio. In questa zona è stata rinvenuta una lapide sepolcrale di epoca romana, conservata presso il Museo Civico di Brescia, finemente lavorata, dedicata da P. Magius alla moglie e un'importante stele funeraria (detta stele funeraria di Casalpoglio), che testimonia la romanizzazione del territorio di Castel Goffredo. In due iscrizioni rilevate da reperti di età augustea provenienti da Calvisano, viene fatta menzione di una Gens Magia di Casalpoglio, forse in relazione di affinità con i genitori di Virgilio.
Dal XV al XVIII secolo Casalpoglio appartenne alla Repubblica di Venezia e dipendente dalla quadra di Asola. Con la caduta della repubblica veneta (16 maggio 1797), il comune venne inserito inizialmente nel distretto IX del Chiese, dipartimento del Benaco, per passare in seguito al distretto IX di Asola.
Nel 1801 venne assegnato al distretto IV di Castiglione delle Stiviere, dipartimento del Mincio e due anni dopo aggregato al comune di Casalmoro, perdendo la sua autonomia. Nel 1815 poté riavere la sua autonomia grazie alla aggregazione al distretto XVII di Asola. Nel 1859 fu assegnato al Circondario di Castiglione delle Stiviere, mandamento III di Asola.

## Monumenti e luoghi d'interesse
- Chiesa di San Lorenzo, con affreschi settecenteschi e la pala con il Martirio di San Lorenzo, opera attribuita a Giovanni Antonio Zaddei.
- Pioppo bianco di Castel Goffredo, albero monumentale

## Amministrazione

### Altre informazioni amministrative
Il 20 aprile 1873 il consiglio comunale di Casalpoglio deliberò l'aggregazione definitiva del comune a quello di Castel Goffredo, che fu sancita da regio decreto il 5 ottobre dello stesso anno. Fu accorpato e soppresso nel 1928 divenendo frazione, nonostante il paese avesse avuto anticamente legami invece con Asola durante il periodo bresciano e veneto.

## Galleria d'immagini

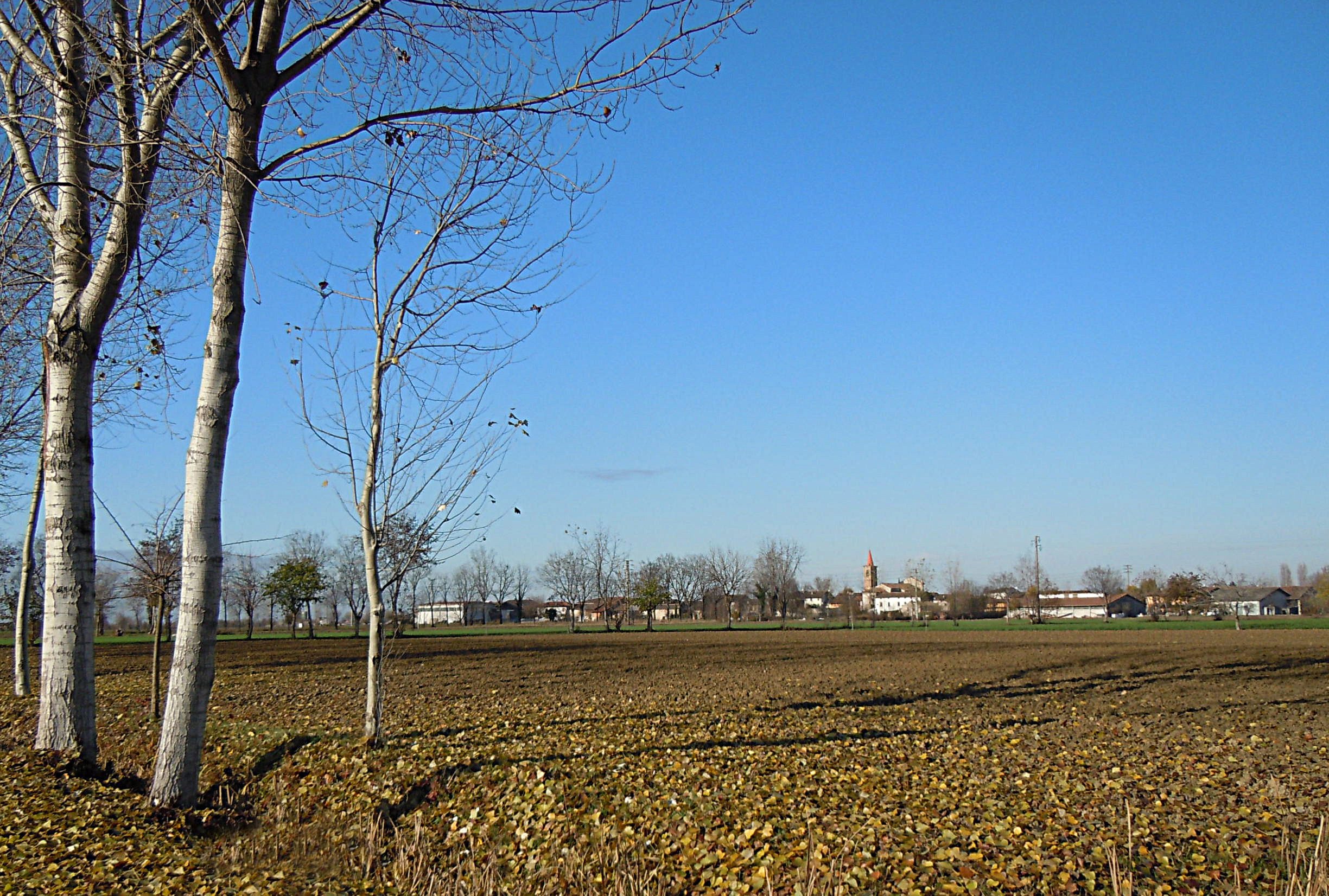
La zona di Casalpoglio, luogo della possibile nascita di Virgilio
Chiesa di San Lorenzo
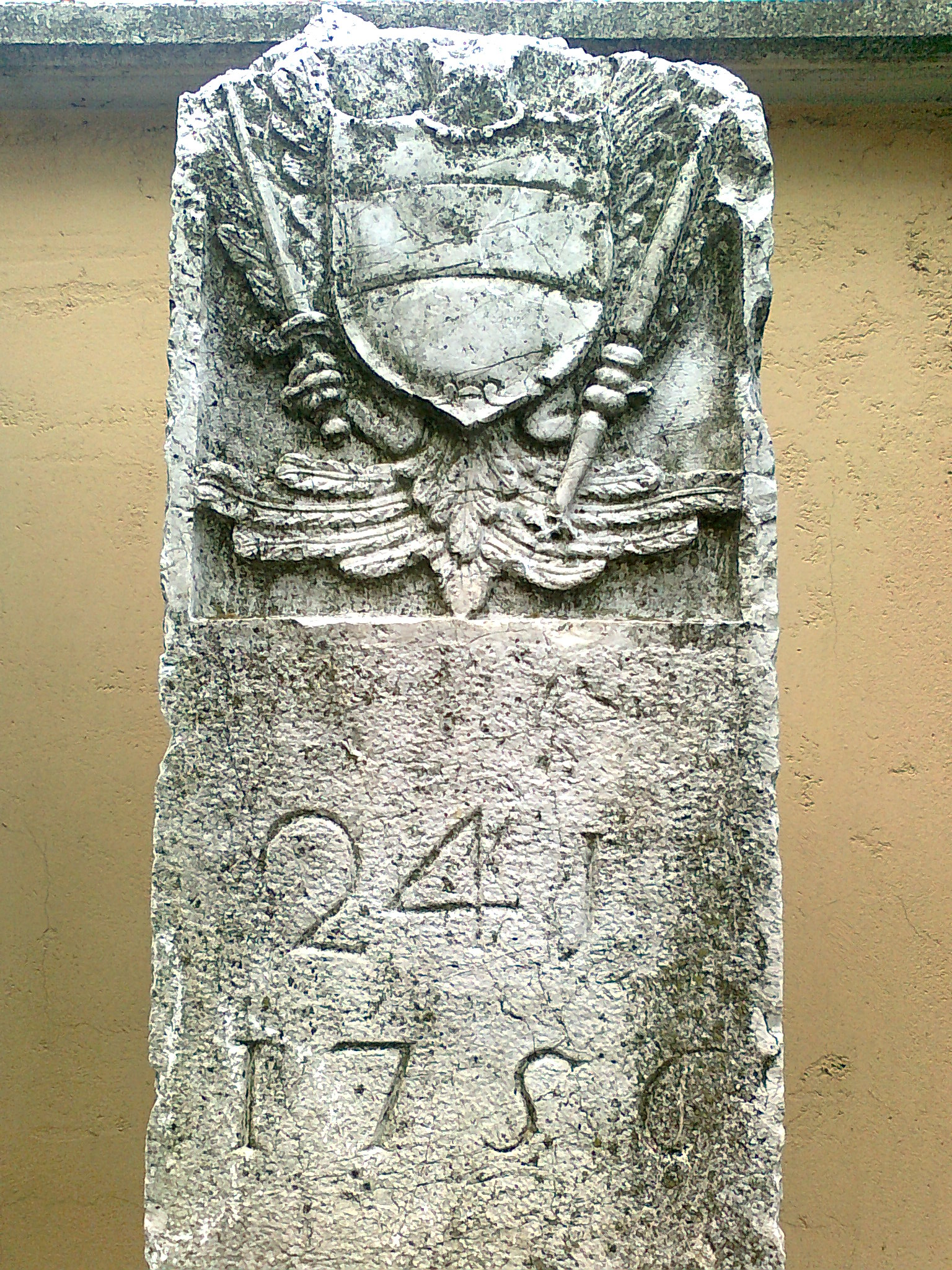
Casalpoglio, cippo confinario austriaco in marmo datato 1756
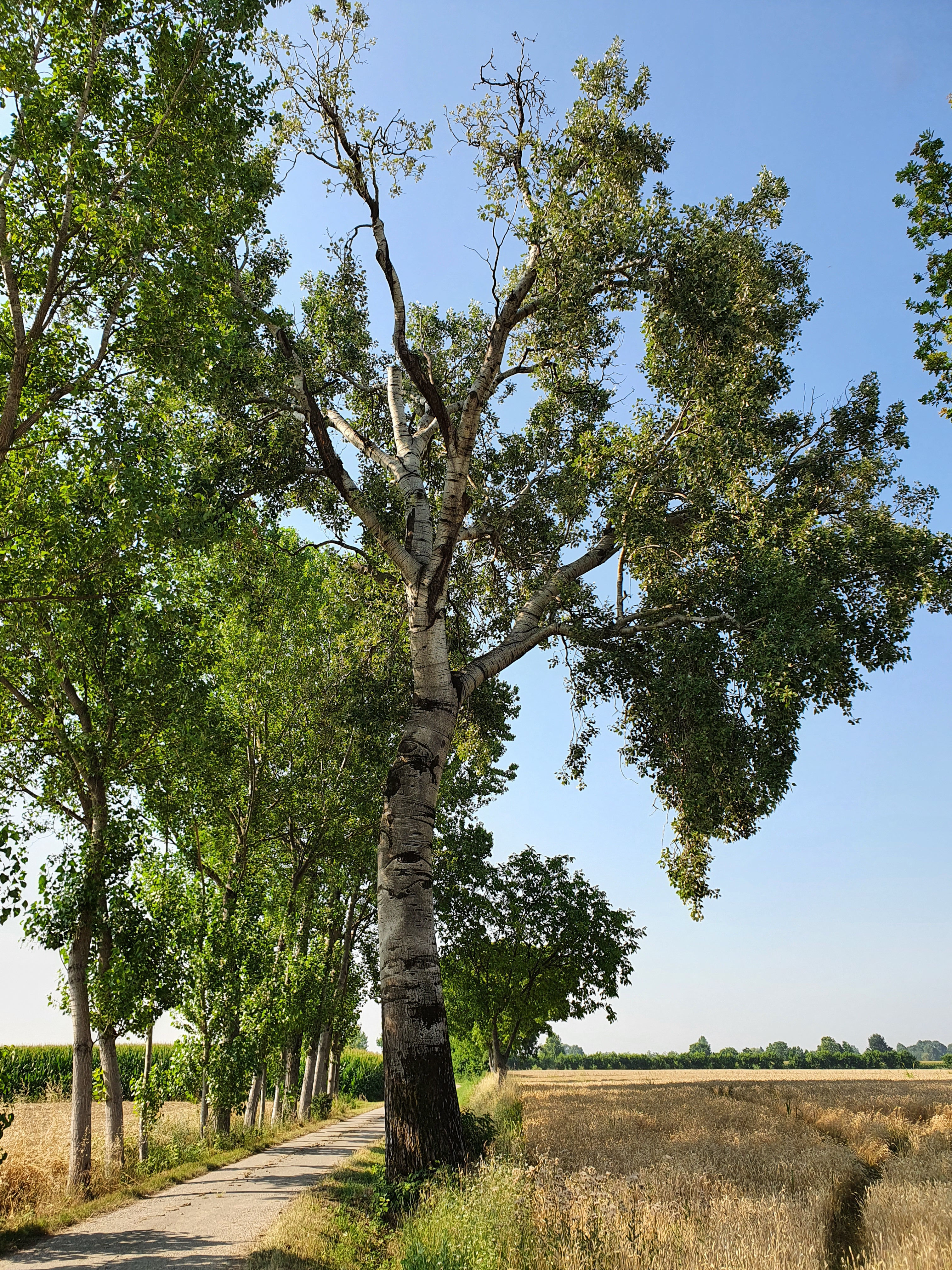
Albero monumentale Pioppo bianco (Populus alba) nei pressi di Casalpoglio
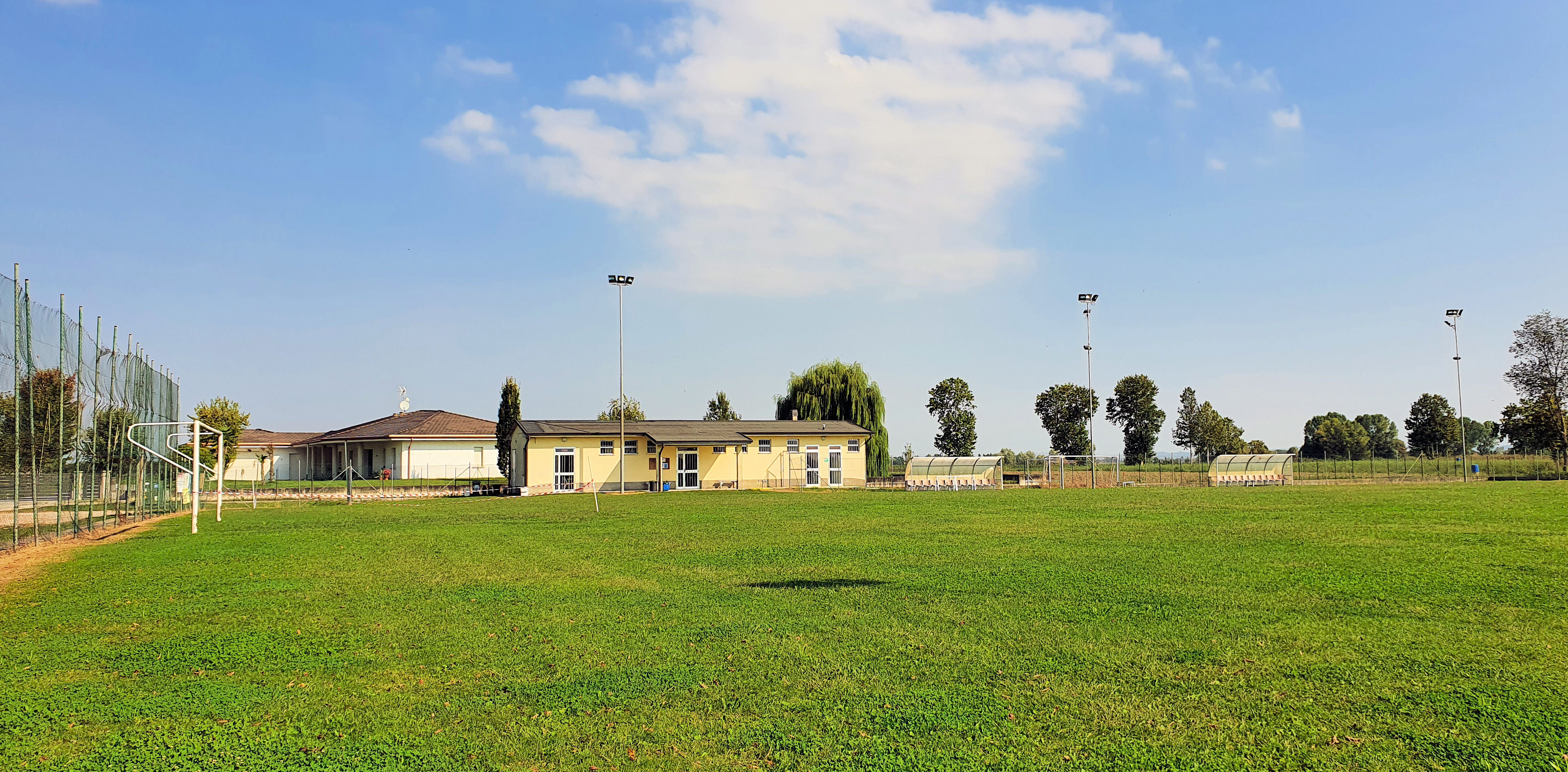
Centro sportivo comunale
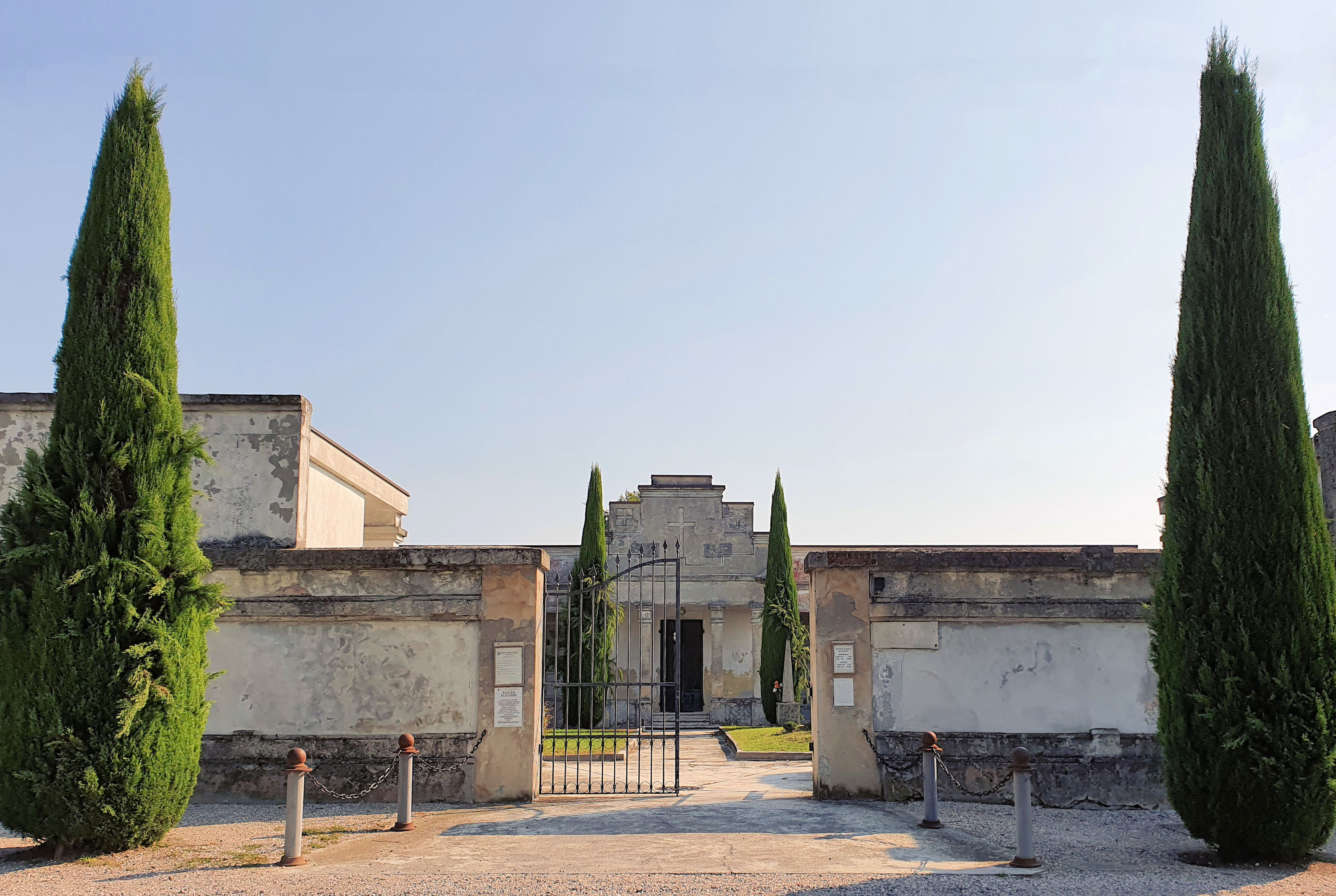
Cimitero